# Jozef Makúch
Jozef Makúch (* 26. srpna 1953 Podhájska) je slovenský ekonom, bankéř a vysokoškolský pedagog. Od 12. ledna 2010 do 31. května 2019 byl guvernérem Národní banky Slovenska.

## Životopis

### Vzdělání a akademická kariéra
Absolvoval SVŠ v Nových Zámcích, poté studoval obor finance na Národohospodářské fakultě Vysoké školy ekonomické v Bratislavě. Studium ukončil státní závěrečnou zkouškou roku 1976. Od roku 1978 pracoval na domácí katedře jako asistent a odborný asistent. Vědeckou aspiranturu ukončil roku 1985. V roce 1989 získal titul docent. V letech 1991–1994 byl děkanem Národohospodářské fakulty Ekonomické univerzity v Bratislavě.

### Státní banka československá a Národní banka Slovenska
Od roku 1989 působil ve Státní bance československé jako úvěrový inspektor pobočky Bratislava – město.
V nově založené Národní bance Slovenska (NBS) byl od 1. ledna 1993 do 31. prosince 1996 členem bankovní rady, od února 1994 zde zároveň zastával funkci vrchního ředitele výzkumného úseku.
Od listopadu 2000 pracoval jako předseda Úřadu pro finanční trh, od dubna 2002 do prosince 2005 jako předseda Rady Úřadu pro finanční trh.
Od 1. ledna 2006 byl opět členem bankovní rady NBS a zůstal ním až do svého jmenování guvernérem NBS. Od 1. února 2007 zastával funkci výkonného ředitele. Dne 12. ledna 2010 jej slovenský prezident Ivan Gašparovič jmenoval na pět let guvernérem Národní banky Slovenska. Dne 12. ledna 2015 byl slovenským prezidentem Andrejem Kiskou jmenován guvernérem podruhé, tentokrát však na šest let.
Zastává funkce i v jiných subjektech, některé ex offo: je členem Rady guvernérů Evropské centrální banky, guvernérem v Mezinárodním měnovém fondu a alternátem guvernéra v Evropské bance pro obnovu a rozvoj (guvernérem je Ivan Mikloš).
Ovládá angličtinu, němčinu a ruštinu. Je ženatý a má tři děti.